# 渭武高速公路
渭武高速公路是中国国家高速公路网兰海高速公路的组成部分，位于甘肃省。
路线起自渭源县路园乡，接在建的临洮至渭源高速公路和已建成通车的天水至定西高速公路陇西至渭源连接线，经殪虎桥、岷县、宕昌、两河口，止于陇南市武都区两水镇，接已建成通车的武都至罐子沟（甘川界）高速公路，全长约244公里。全线采用双向四车道高速公路标准建设，设计速度80公里/小时，路基宽度24.5米。

## 建设历程
2016年3月，渭武高速公路开工建设。
2020年1月1日，渭武高速公路陇南段通车运营。
2021年1月1日，渭武高速公路定西段（除木寨岭特长隧道外）通车运营。
2023年7月6日，渭武高速公路木寨岭特长隧道顺利贯通，预计年底全线通车